# Gladiolus grandiflorus
Gladiolus grandiflorus är en irisväxtart som beskrevs av Henry Charles Andrews. Gladiolus grandiflorus ingår i släktet sabelliljor, och familjen irisväxter. Inga underarter finns listade i Catalogue of Life.